# Selman Weniaminowitsch Kleinerman
Selman Sulrich Weniaminowitsch Kleinerman (russisch Зельман (Зульрих) Вениаминович Клейнерман; * 1867 in Białystok, Russisches Kaiserreich; †  nach 1930 in Samara, UdSSR) war ein russischer Architekt. Zu seinen Werken zählt die Choral-Synagoge in Samara.

## Biographie
Kleinerman  studierte an den Technischen Hochschulen in Białystok und St. Petersburg (1891). Er begann seine Architektentätigkeit in einem Konstruktionsbüro in Samara. Im Jahre 1900 war er Architekt der Landesregierung und unterhielt ein Büro in der Saratowskaja Str., Tschelischews Haus.
Bis zur Februarrevolution 1917 arbeitete er in privater Praxis. Er baute Wohnhäuser, öffentliche und religiöse Gebäude in Samara und umliegenden Siedlungen. Kleinermans Bauten prägten im frühen 20. Jahrhundert das architektonische Erscheinungsbild der Stadt Samara.
Nach der Februarrevolution 1917 entwarf er nicht mehr. Nach einigen Berichten wurde er 1919 verhaftet und für eine Weile in ein Gefängnis verbracht. In den 1930er Jahren arbeitete er als Ingenieur. Das weitere Schicksal des Architekten seit den 1930er Jahren ist unbekannt.

## Ausgewählte Bauten
In Samara:
- Choral-Synagoge 1903–1908
- Finanzhaus des Buchhändlers S. A. Greenberg 1909–1910
- Druckerei Fedorows 1911
- Finanzhaus des Doktors der Medizin M. A. Greenberg 1912
- Finanzhaus des Titulatberaters W. E. Prachow
- Finanzhaus I. E. Saweliews 1913
- Haus N. W. Batjuschkowas 1910er
- Hotel S. G. Ratners
- Feuerwehrhaus 1914
- Kredit-Gesellschaft 1916–1917
- Stadtgefängnis